# HC Linz AG
Der HC Linz AG ist ein 1972 gegründeter österreichischer Handballverein aus Linz.
Der Verein stieg 1974 in die höchste Spielklasse auf. Acht Mal wurde man Österreichischer Meister (1978, 1979, 1980, 1981, 1994, 1995, 1996 und 2024) und gewann viermal den österreichischen Pokal (1994, 1995, 1996, 1997). In der Saison 1993/94 stand der Verein im Finale des EHF-Pokals gegen CB Alzira. Die U21-Mannschaft wurde achtmal Meister.
Die erste Herren-Mannschaft des HC Linz AG spielt in der Handball Liga Austria, der höchsten österreichischen Liga. Das Team gehört seit dem Aufstieg 1974 ununterbrochen der höchsten Spielklasse an.
Mit dem Verein ASKÖ HC Neue Heimat besteht eine Spielgemeinschaft und Kooperation, wobei der Spitzensportbereich durch den HC Linz AG und der leistungsorientierte Breitensportbereich durch den ASKÖ HC Neue Heimat bedient wird, die Nachwuchsarbeit wird gemeinsam betrieben.
Heimspielstätte ist die Sporthauptschule Linz Kleinmünchen.

## Kader 2024/25
| Nr. | Name                | Nationalität | Position       | im Team seit | Letzter Verein       |
| --- | ------------------- | ------------ | -------------- | ------------ | -------------------- |
| 16  | David Zwicklhuber   | Österreicher | Tor            | 2015         | HC Eferding          |
| 61  | Florian Kaiper      | Österreicher | Tor            | 2023         | SG Handball Westwien |
| 99  | Stefan Weinmann     | Österreicher | Tor            | Jugend       | --                   |
| 4   | Timo Paul Hellrung  | Österreicher | Rückraum Links | Jugend       | --                   |
| 6   | Sinisa Sironjic     | Österreicher | Rückraum Mitte | Jugend       | --                   |
| 7   | Boris Mitterrutzner | Österreicher | Links Außen    | Jugend       | --                   |
| 11  | Matija Car          | Kroate       | Rechts Außen   | 2024         | RK Poreč             |
| 13  | Jakob Kropf         | Österreicher | Kreis          | Jugend       | --                   |
| 20  | Sinan Alkic         | Österreicher | Kreis          | 2024         | UHK Krems            |
| 23  | Silas Wiesinger     | Österreicher | Rechts Außen   | 2020         | --                   |
| 24  | Moritz Bachmann     | Österreicher | Rückraum Mitte | 2015         | ASKÖ HC Urfahr       |
| 25  | Simon Klewein       | Österreicher | Rückraum Links | 2020         | ASKÖ HC Urfahr       |
| 26  | Lucijan Fižuleto    | Slowene      | Rückraum Mitte | 2021         | HT Tatran Prešov     |
| 33  | Elmar Böhm          | Österreicher | Links Außen    | 2016         | Union Edelweiß Linz  |
| 44  | Roberts Rančans     | Lettland     | Rückraum Links | 2024         | PAOK Thessaloniki    |
| 67  | Fabian Bryslawski   | Polen        | Rückraum Links | 2025         | Handball West Wien   |
| 92  | Jadranko Stojanović | Kroate       | Kreis          | 2023         | Alpla HC Hard        |
| 93  | Andrej Klimawez     | Belarus      | Rückraum Links | 2024         | RK Borac Banja Luka  |

| Zugänge 2024/25 - Roberts Rančans (PAOK Thessaloniki) - Sinan Alkic (UHK Krems) - Matija Car (RK Poreč) - Andrej Klimawez (RK Borac Banja Luka) - Timo Hellrung (eigene Jugend) - Boris Mitterrutzner (eigene Jugend) - Simon Klewein (eigene Jugend) - Stefan Weinmann (eigene Jugend) - Fabian Bryslawski (Handball West Wien) | Abgänge 2024/25 - Nicolas Paulnsteiner (1. VfL Potsdam) - Christian Kislinger (Karriereende) - Ajdin Alkic (TV Willstätt 1908 e. V.) - Elias Derdak (Handball West Wien) - Arnad Hamzic (CSM Vaslui) - Dejan Golubovic (Handball Traun) - Mislav Grgić (RK Našice) - Leon-Pawel Ghent (Spiders Wels) |

| Zugänge 2025/26 - Pavle Petrovic (RK Eurofarm Pelister) - Aljaksej Kischou (Handball Tirol) - Leon Gregoric (RK Celje) - Clemens Möstl (Handball West Wien) - Nils Moser (Union St. Pölten) | Abgänge 2025/26 - Matija Car (KGHM Chrobry Głogów) - Sinan Alkic (UHK Krems) - Sinisa Sironjic (Karriereende) - Silas Wiesinger (Karriereende) - Moritz Bachmann (Jags Vöslau) - Florian Kaiper (Ziel unbekannt) |

## Spieler und Trainer

### Ehemalige Spieler
Bekanntester ehemaliger Spieler des HC Linz ist Österreichs Rekordnationalspieler Ewald Humenberger. Klaus Stachelberger ist mit 1434 Toren in zehn Spielzeiten für den HC Linz AG der erfolgreichste Torschütze des Vereins.
Weitere bekannte ehemalige Spieler sind:
- Nicolas Paulnsteiner (2023–2024)
- Alexander Hermann (–2012, 2022–2023)
- Maximilian Hermann (–2011, 2020–2023)
- Nikola Kosteski (2019–2021)
- Antonio Juric (2015–2020)
- Christian Kislinger (2011–2024)
- Andreas Stachelberger (2007–2010)
- Uwe Schneider (1999–2010)
- Klemens Kainmüller (1998–2005, 2013–2019)
- Patrick Fölser (1998–2000)
- Thomas Schinagl (1997–2007, 2011–2015)
- Franz Berger (1972–1986)

### Ehemalige Trainer
(seit 1982)
- Slavko Krnjajac (2019–2020)[19]
- Zoltan Cordas (2018–2019)[20]
- Stefan Janc (2017–2018)
- Manuel Gierlinger (2016–2017)[21]
- Nermin Adzamija (2014–2016)[22]
- Ivan Hrupic (2012–2014)[23]
- Zoltan Cordas (2004–2007)[24]
- Zoltan Cordas (1998–2002)[25]
- Franz Berger (1982–1986)